# Rembelszczyzna (gromada)
Rembelszczyzna – dawna gromada, czyli najmniejsza jednostka podziału terytorialnego Polskiej Rzeczypospolitej Ludowej w latach 1954–1972.
Gromady, z gromadzkimi radami narodowymi (GRN) jako organami władzy najniższego stopnia na wsi, funkcjonowały od reformy reorganizującej administrację wiejską przeprowadzonej jesienią 1954 do momentu ich zniesienia z dniem 1 stycznia 1973, tym samym wypierając organizację gminną w latach 1954–1972.
Gromadę Rembelszczyzna z siedzibą GRN w Rembelszczyźnie utworzono – jako jedną z 8759 gromad na obszarze Polski – w powiecie nowodworskim w woj. warszawskim, na mocy uchwały nr VI/10/9/54 WRN w Warszawie z dnia 5 października 1954. W skład jednostki weszły obszary dotychczasowych gromad Rembelszczyzna, Michałów-Grabina(), Stanisławów, Szamocin i Kąty Węgierskie ze zniesionej gminy Nieporęt oraz obszar dotychczasowej gromady Józefów ze zniesionej gminy Jabłonna w tymże powiecie. Dla gromady ustalono 10 członków gromadzkiej rady narodowej.
31 grudnia 1959 z gromady Rembelszczyzna wyłączono wsie Michałów, Grabina i Szamocin, włączając je do gromady Jabłonna w tymże powiecie, po czym gromadę Rembelszczyzna zniesiono a jej (pozostały) obszar włączono do gromady Nieporęt tamże.